# فيديريكا دي كريسكو

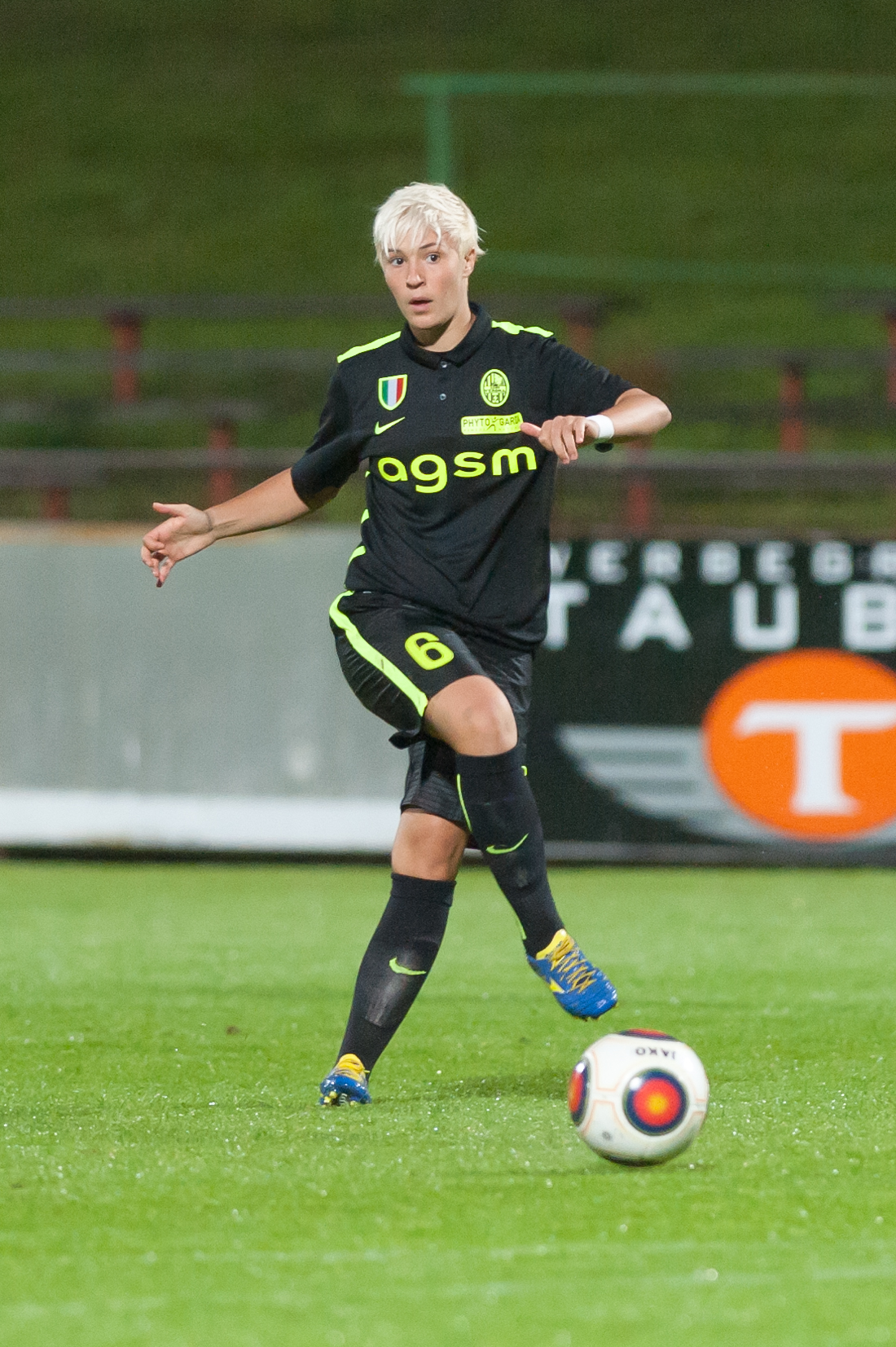
Federica Di Criscio 2015

فيديريكا دي كريسكو (بالإيطالية: Federica Di Criscio)‏ (من مواليد 12 مايو 1993): مدافعة ولاعبة خط وسط إيطالية في لعبة كرة القدم. تلعب في دوري الدرجة الأولى الإيطالي مع نادي أي جي إس إم فيرونا. وكانت قد لعبت أيضا في دوري أبطال أوروبا للسيدات. وظهرت مع المنتخب الوطني لكرة القدم للنساء في إيطاليا في يورو أمم أوروبا للسيدات 2013 كواحدة من أهم اللاعبات.
المدرب الوطني أنتونيو كابريني حذف فيديريكا دي كريسكو من قائمة اللاعبات في بطولة الامم الأوروبية أوروبا للسيدات 2013،  ولكنه استدعاها للفريق مرة ثانية عندما أصيبت إليزابيتا تونا عشية البطولة.

## روابط خارجية
- فيديريكا دي كريسكو على موقع الاتحاد الدولي (مؤرشف)  (الإنجليزية)
- فيديريكا دي كريسكو على موقع الاتحاد الأوربي (الإنجليزية)
- فيديريكا دي كريسكو على موقع اتحاد النرويج (النرويجية)
- فيديريكا دي كريسكو على موقع قاعدة بيانات كرة القدم.إي يو (الإنجليزية)
- فيديريكا دي كريسكو على موقع Soccerway.com (الإنجليزية)
- فيديريكا دي كريسكو على موقع عالم كرة القدم.نت (الإنجليزية)